# Aleksiej Milczakow
Aleksiej Jurjewicz Milczakow ros. Алексей Юрьевич Мильчаков, pseud. Serb, Fritz (ur. 30 kwietnia 1991 w Leningradzie) – rosyjski neonazista i przestępca.

## Życiorys
Służbę wojskową odbył w oddziałach powietrznodesantowych. Milczakow stał się sławny w Rosji po raz pierwszy, kiedy w 2012 opublikował na portalu internetowym VKontakte film, na którym torturował i zamordował szczeniaka. Na swojej stronie internetowej wzywał do zabijania osób bezdomnych, a także dzieci i zwierząt. Określał się jako kibic Zenita Petersburg i miłośnik Adolfa Hitlera.
Od 2014 uczestniczył w działaniach wojennych w Donbasie. Latem 2014 wspólnie z Janem Pietrowskim utworzył paramilitarną organizację Rusicz, która miała stanowić formację wojskową Rosyjskiego Ruchu Imperialnego. Posługiwał się pseudonimami Fritz i Serb. W czasie działań wojennych filmował się na tle ciał okaleczonych i zabitych Ukraińców z formacji Ajdar, którzy zginęli w 2014. W 2015 za swoją działalność został objęty sankcjami przez Unię Europejską, Wielką Brytanię i Kanadę. W 2016 publicznie krytykował przywódców Ługańskiej Republiki Ludowej za wyrażanie przez nich poglądów antyfaszystowskich. Od 2016 zaangażował się w organizację obozów wojskowo-patriotycznych dla młodzieży rosyjskiej. W 2017 pojawił się w bazie Grupy Wagnera w Syrii.
6 lipca 2017 roku Prokuratura Generalna Ukrainy wszczęła przeciwko niemu postępowanie karne pod zarzutem utworzenia grupy terrorystycznej, naruszenia integralności terytorialnej Ukrainy i udziału w zabójstwie 40 żołnierzy ukraińskich.
W wywiadzie z roku 2020 Milczakow określił siebie mianem nazisty. W 2022 podpisał kontrakt z rosyjskim Ministerstwem Obrony i trafił ponownie do Ukrainy jako sierżant armii rosyjskiej. Od lata 2022 podległa mu Grupa Rozpoznania Dywersyjno-Szturmowego Rusicz bierze udział w agresji rosyjskiej na Ukrainę. W swoich wypowiedziach zachęcał do torturowania i zabijania ukraińskich jeńców wojennych. Według danych amerykańskich, Milczakow został ranny w 2022 w czasie walk pod Charkowem.